# اجرای قانون در برزیل
در برزیل ، قانون اساسی فدرال ۸ سازمان مجری قانون را پایه گذاری می‌کند - ۷ مقام و یک سازمان یاوری. بنیان گذاران عنوان عبارتند از: پلیس فدرال ، پلیس بزرگراه فدرال ، پلیس راه آهن فدرال ، پلیس تقاص فدرال، پلیس نظامی و آتش نشانی ایالتی، پلیس مدنی ایالتی و پلیس کیفری ایالتی. از این بین، ۴ مورد نخست منسوب به امور های فدرال و ۳ مورد پایانی وابسته حکومت های ایالتی می باشند. این سازمان های ایمنی مردمی قسمتی از شعب های اجرایی حکومت فدرال یا ایالتی می باشند. به جز از این ۸ سازمان، سازمان های نظیری نیز موجود می باشند که به امورات شهرداری وابسته می باشند: نگهبان شهرداری . به فرموده وزیر الکساندر دو موراس از دادگاه عالی فدرال ، «...نگهبانان شهرداری تحت نام های سازمان یاوری و مرتبط نیروی امنیت عمومی در امنیت مردمی واقع شده اند. " قانون فدرال ۱۳۰۲۲ (ازتاریخ ۸ آگوست ۲۰۱۴ اجرا گردید) به آنان اسناد رسمی و قانونی پلیس را تحویل داد.

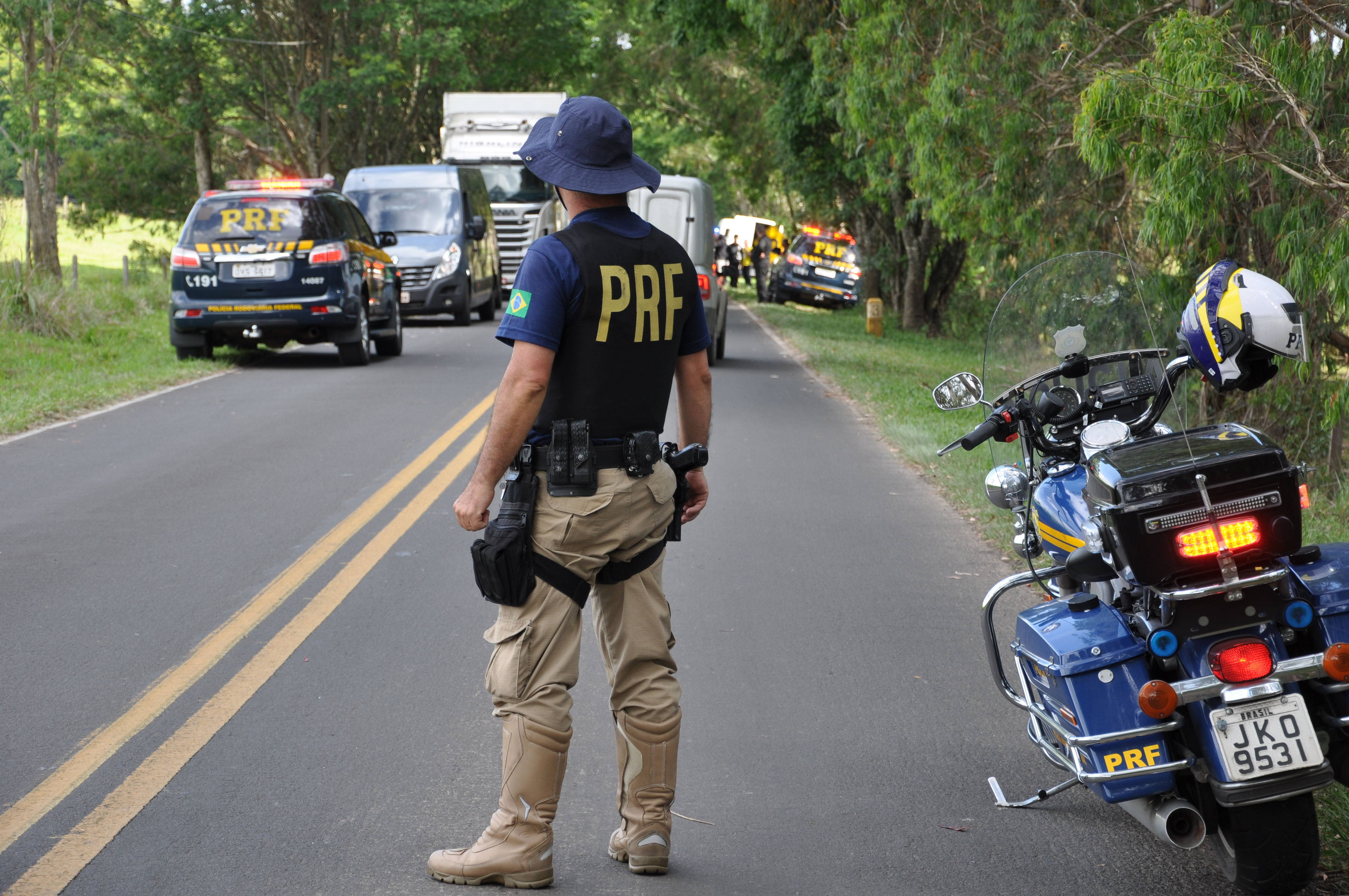
پلیس بزرگراه فدرال

به فرموده دادگاه عالی فدرال ، نیروهای مجری قانون که طبق قوانین برزیل مکلف به محافظت کردن از امنیت عمومی می باشند، افرادی می باشند که در ماده ۱۴۴ قانون اساسی فدرال لیست بندی شده اند، به عبارتی ۷ نیروی نخست یا شده.  به نام نیروی نوینی که در بند هشتم ماده ۱۴۴ قانون اساسی فدرال نام بده شده . ماموران از پشتیبانی و تکمیل انجام می دهند- بدون اینکه نسبتی تابعیت با آنان داشته باشند. در صورت بروز بزه کارانه (در شرایط یافته شده)، ماموران رخداد را به پلیس مدنی و/یا فدرال منتقل می کنند.
دو وظیفه مهم پلیس موجود می باشد: محافظت از نظم اجتماعی و اجرا نمودن قانون. زمانی که جرم های کیفری بر موسسه های فدرال اثر می کند، نیروهای پلیس فدرال این وظیفه را انجام می دهند. در باره بقایای، نیروهای پلیس ایالتی مشغله های پلیسی را انجام می دهند.

## تاریخ
نخستین گروه هایی که کار های امنیتی در سرزمین برزیل می کردند به روز های نخستین قرن ۱۶ بر می گردد. واحدهای کوچک و نخستینی در خط ساحلی برزیل منصوب شدند که وظیفه مهم آنان ممانعت از مهاجم های خارجی معاند بود. در سال ۱۵۶۶، نخستین قاضی پلیس ریو دو ژانیرو استخدام گردید.  در قرن ۱۷، بیشتر" کاپیتانیاها " واحدهای بومی با کار های اجرای قانون داشتند. در تاریخ ۹ ژوئیه ۱۷۷۵ یک لشکر سواره نظام در مینا ژرایس برای محافظت نمودن از نظم اجتماعی تشکیل شد. در آن وقت، برگیری بسیار طلا توجه و طمع اکتشاف گران را به خودش برده بود و باعث تشکیل ناآرامی در ناحیه شده بود. 
در سال ۱۸۰۸، به علت جنگ فرانسه به پرتغال ، خانواده سلطنتی پرتغال به برزیل مهاجرت کردند. پادشاه ژوائو ششم در پی تبدل ساختار سازمانی مستعمره بود. در بین مقدار بسیاری بهاسازی، او "پلیس آگاهی مردمی" را پایه گذاری کرد که واحدهای پلیس را با کار های پژوهشی ترکیب کرد که تا به امروز بنام پلیس مدنی می باشد. وی همچنین در تاریخ ۱۳مه ۱۸۰۹ یک نگهبان نظامی با راندمان پلیس تشکیل داد. این نیروی سابق واحدهای پلیس نظامی بومی در نظر گرفته می شود. بعدها، در سال ۱۸۳۱، هنگامی که استقلال پیش از این اعلام شده بود، هر استان شروع به سامان دهی"پلیس نظامی" بومی خود با کار های حفظ نظم اجتماعی کرد.
در تاریخ ۳۱ ژانویه ۱۸۴۲، قانون ۲۶۱  پذیرفته شد که دفتر های پژوهشی، "پلیس مدنی" کنونی را سامان دهی می کند.
نخستین نیروی پلیس فدرال، پلیس راه آهن فدرال ، در سال ۱۸۵۲ تشکیل شد.
در آخر، در سال ۱۸۷۱، قانون ۲۰۳۳ کار های پلیس و قضایی را از هم جدا نمود و فرم و شیوه کار های دیوان سالاری مردمی را تشکیل داد که این روز ها هنوز از جانب نیروهای پلیس بومی گرفته شده .  در سال ۱۹۴۴، یک سازمان پلیس فدرال پایه گذاری گردید. اداره پلیس فدرال کنونی در تاریخ ۱۶ نوامبر ۱۹۶۴ ایجاد شد در طول دیکتاتوری نظامی برزیل ، بعضی  از نهاد های پلیس سیاسی همچون دی او آی-سی او دی آی محفوظ شدند.

## وابسته نخستین
اجرای کردن قانون و محافظت نمودن از نظم اجتماعی ۲ وظیفه مهم واحدهای پلیس برزیل می باشد. در قانون کشور برزیل، محافظت کردن از نظم  تحت عنوان یک تلاش احتیاطی بشمار می رود که به سبب آن نیروهای پلیس در خیابان ها پرسه می زنند تا از مردم ها محافظت کنند و از فعالیت های خلاف کارانه ممانعت نمایند. اجرا کردن قانون شامل پژوهش های کیفری بعد از بروز جرم می باشد. 
دفع نمودن و پژوهش در برزیل میان دو نهاد پلیس جداگانه تقسیم می گردد. نیروهای "پلیس نظامی" ایالتی فقط وظایف حمایت از نظم را عهده دارند. برهمین اساس، سازمان های"پلیس مدنی" تنها متصدی رسیدگی به جرم می باشند. با این شرایط کنونی، در سطح فدرال، پلیس فدرال هم وظایف احتیاطی و هم پژوهشی جنایت های فدرال را عهده دارند. 

## سازمان های فدرال

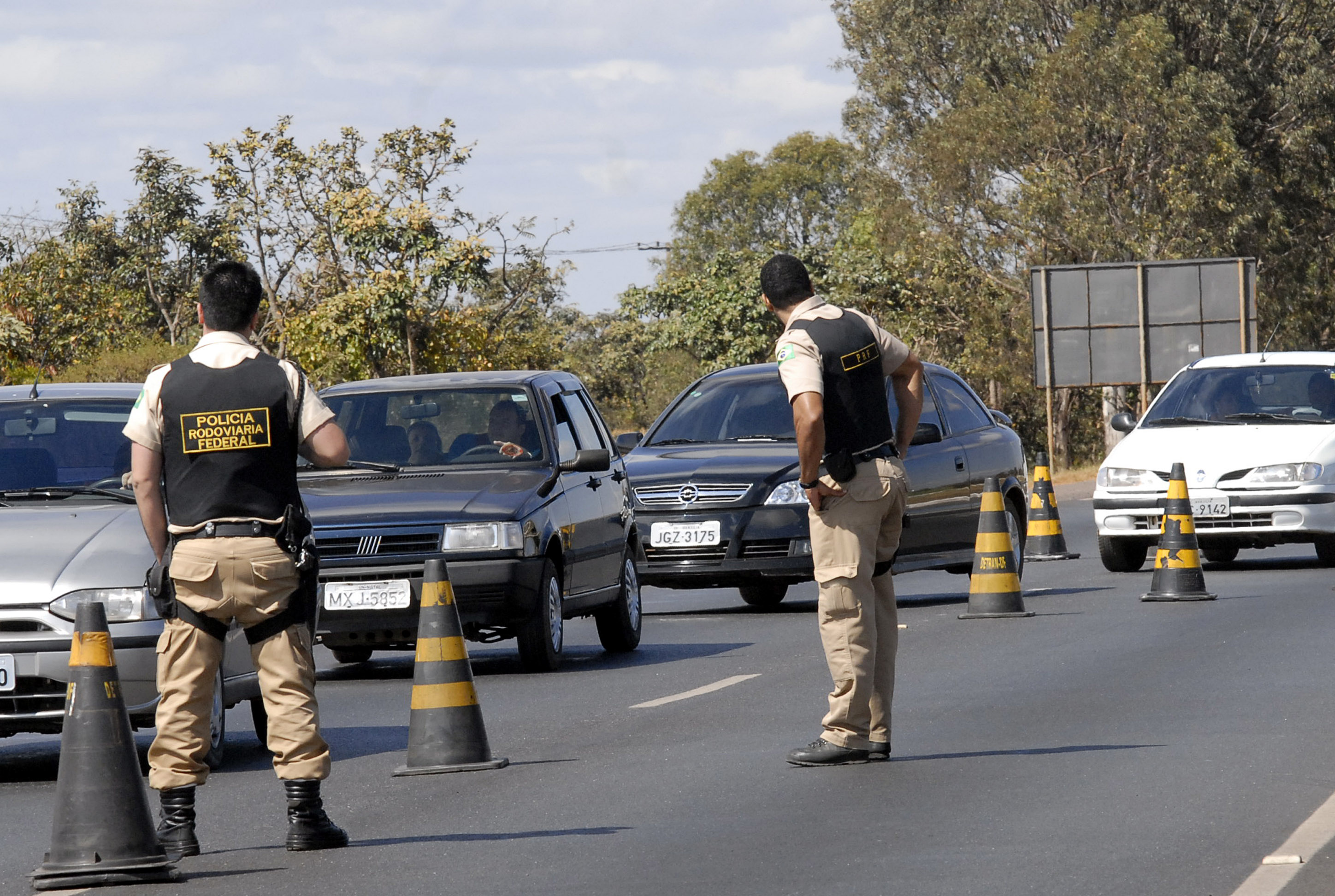
پلیس بزرگراه فدرال

۴ سازمان پلیس فدرال در برزیل موجود می باشد: پلیس فدرال، پلیس بزرگراه فدرال، پلیس راه آهن فدرال و پلیس کیفری فدرال.
- پلیس فدرال ، که به شکل رسمی اداره پلیس می باشد، در باره جنایت ها برضد حکومت فدرال یا پرسنل ها و شرکت های آن رسیدگی می کند، با قاچاق بین المللی مواد مخدر و تروریسم مبارزه می کند، و مهاجرت و کنترل مرزی را انجام می دهد [۷] (همانند پلیس فرودگاه و بندر دریایی). این کشور مستقیماً تابع وزارت دادگستری و امنیت عمومی (برزیل) می باشد.
- پلیس بزرگراه فدرال وظیفه مهم پرسه زنی در بزرگراه های فدرال را  عهده دار می باشد. از نظم را پشتیبانی می کند، ولی جرم را تجسس نمی کند. [۷]
- پلیس راه آهن فدرال ، سومین و آخری قطعه نیروی پلیس فدرال می باشد. وظیفه مهم آن پرسه زنی در سیستم راه آهن فدرال می باشد. این جرم ها را بازبینی نمی کند، فقط بر حفظ سفارش متمرکز است. [۷] از سال ۲۰۲۲، آژانس فعال نمی باشد.
- پلیس کیفری فدرال از جانب ضمیمه قانون اساسی فدرال شماره ۱۰۴ (از تاریخ ۴ دسامبر ۲۰۱۹ در حال اجرا می باشد) تشکیل گردید و ماموران آن از بدن نهاد های زندان فدرال سرچشمه می گیرند. [۸]

## سازمان های حکومتی

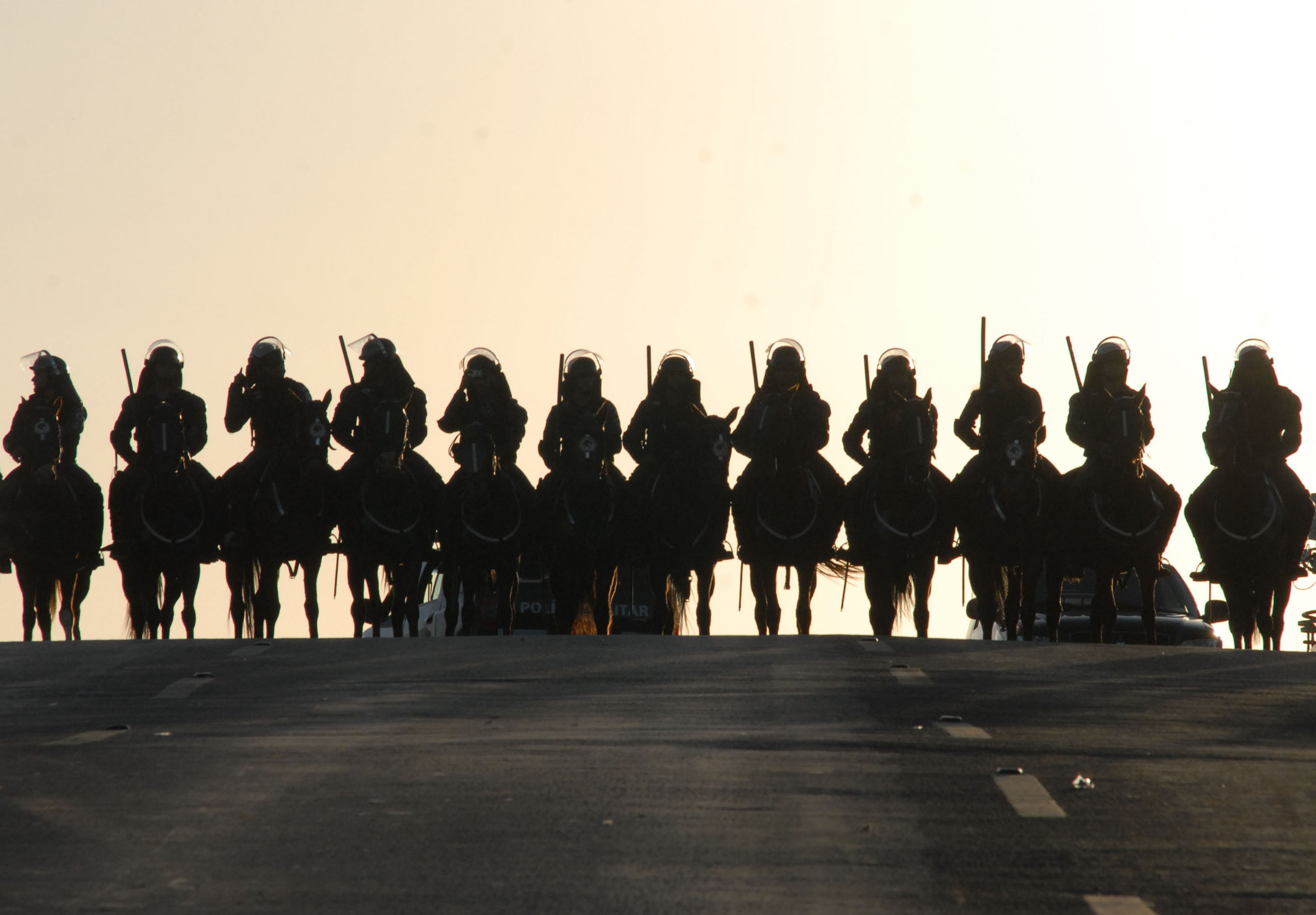
شعبه پلیس سواره پلیس نظامی ناحیه فدرال، در اندازه کار های کنترل جمعیت.

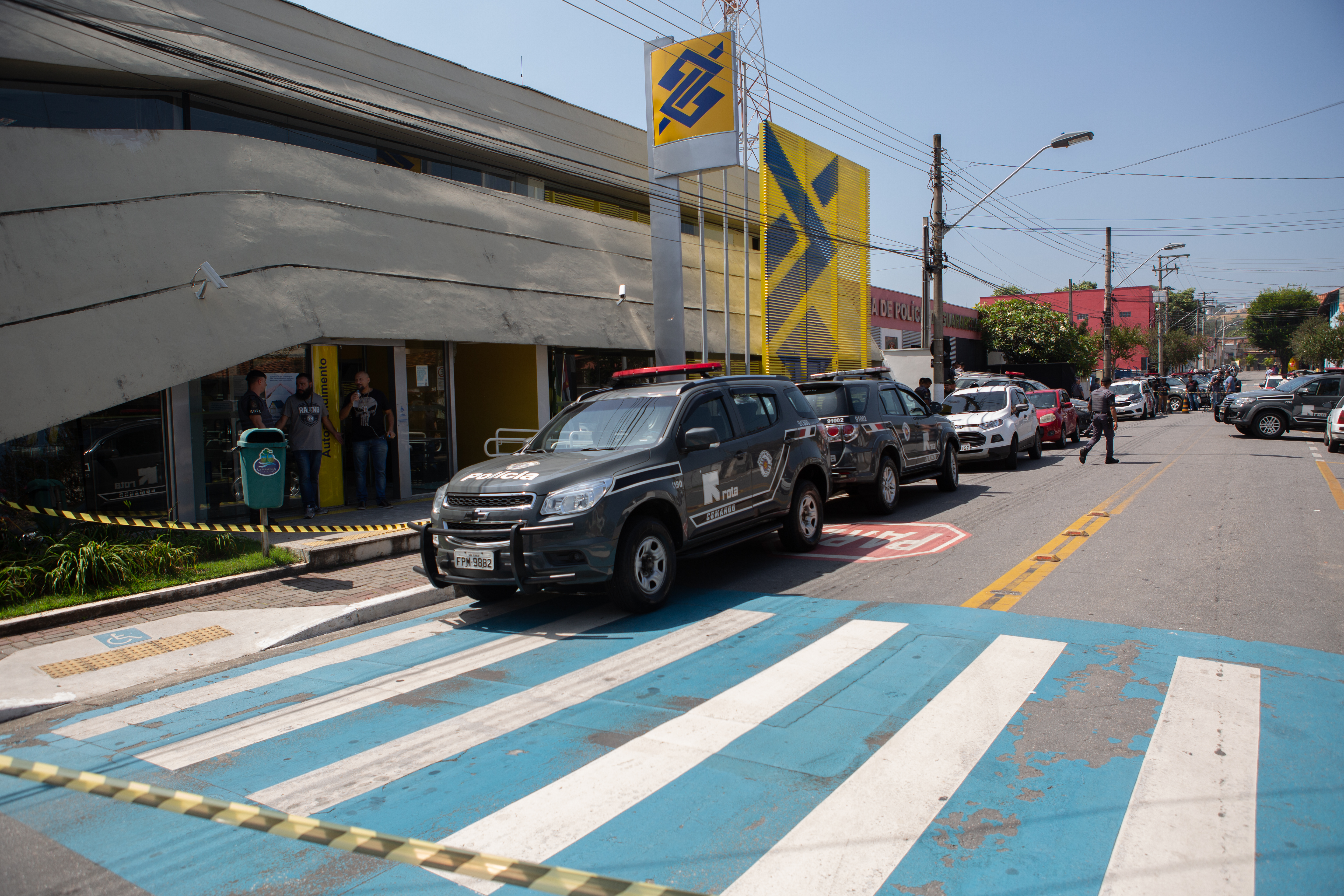
ماشین پلیس روتا نیروی اختصاصی پلیس نظامی سائوپائولو (پی ام یی اس پی)

۳ نوع سازمان پلیس ایالتی موجود می باشد: پلیس نظامی / سپاه آتش نشانان نظامی ، پلیس مدنی و پلیس کیفری ایالت.
- پلیس نظامی و آتش نشانی پلیس ایالتی می باشد که وظیفه حراست از نظم را عهده دار می باشد. این نهاد در خیابان ها پرسه می زند و متهم کار های بزه کارانه را زندانی می کند و آنان را به بازداشت پلیس مدنی یا در صورت رخداد جنایات فدرال به پلیس فدرال تحویل می دهد. این یک نهاد "نظامی" (ژاندارمری) است زیرا بر اساس اصول نظامی سلسله مراتب، لباس، نظم و تشریفات است. با این حال، جسد شاخه ای از نیروهای مسلح برزیل نیست. در قانون اساسی این کشور به عنوان "نیروی کمکی ارتش برزیل در زمان جنگ" توصیف شده است. [۷] تیپ آتش نشانی نظامی، به شکل مجموع، بخشی از پلیس نظامی می باشد، گرچه کار های سنتی پلیس را صورت نمی گیرد. تابع حکومت ایالتی می باشد. با این شرایط کنونی، در ایالات ریودوژانیرو و میناس گرایس، تیپ آتش نشانی نظامی یک شرکت نظامی آزاد می باشد که قسمتی از وزارت دفاع غیرنظامی است.
- پلیس مدنی، پلیس ایالتی می باشد که کار های اجرای قانون کیفری را عهده دار می باشد. کار این نهاد بررسی جرم هایی می باشد که بر علیه قوانین جزایی برزیل صورت گرفته است. [۷] در خیابان ها پرسه نمی زنند و عموما از لباس فرم استفاده نمی کند. مانند پلیس نظامی، تابع حکومت ایالتی می باشد.
- پلیس کیفری ایالتی، همانند آژانس فدرال خواهر، ازجانب بازنویسی قانون اساسی فدرال شماره ۱۰۴ (۴ دسامبر ۲۰۱۹) پایه گذاری شد و افسران آن از بدن نهاد های زندان های ایالتی سرچشمه می گیرند. [۸]